# Behamberg
Behamberg là một thị trấn ở huyện Amstetten trong bang Niederösterreich ở nước Áo. Đô thị này có diện tích 20,32 km², dân số năm 2001 là 3201 người.